# Golab Adineh
Golab Adineh (en persan : گلاب آدینه), née Golab Mosta'an (en persan : گلاب مستعان) le 12 août 1953 à Sanandaj, est une actrice iranienne.
Elle est la fille du romancier iranien Hosseingholi Mosta'an et l'épouse de l'acteur iranien Mehdi Hashemi.

## Filmographie sélective
- 1982: Soltan va Shaban (Sultan et Berger) de Dariush Farhang, série télévisée
- 1995: Rossari Abi (Voile bleu)
- 1997: Fasl-e panjom (Cinquième Saison)
- 2001: Zir-e poost-e shahr (Sous la peau de la ville)
- 2002: Zendan-e zanan (Prison des femmes)
- 2004: Mehman-e maman (Invité de maman)
- 2015 : Les pieds dans le tapis de Nader T. Homayoun